# Titularbistum Aperlae
Das Bistum Aperlae (ital. Diocesi di Aperle, lat. Dioecesis Aperlitana) ist ein Titularbistum der römisch-katholischen Kirche. 
Es geht zurück auf das ehemalige Bistum der antiken Stadt Aperlai in Lykien (Kleinasien) und gehörte der Kirchenprovinz Myra an.
| Titularbischöfe von Aperlae |                                           |                                                         |                |               |
| Nr.                         | Name                                      | Amt                                                     | von            | bis           |
| 1                           | Ferdinando Baldelli                       | Kurienbischof und Präsident der Caritas Internationalis | 22. Juli 1959  | 20. Juli 1963 |
| 2                           | Felicissimus Alphonse Raeymaeckers OFMCap | Weihbischof in Lahore (Pakistan)                        | 5. August 1963 | 12. März 1967 |